# Tracy Nelson

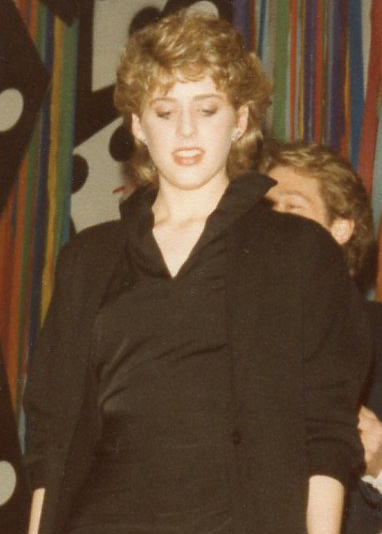
Tracy Nelson (1981)

Tracy Kristine Nelson (* 25. Oktober 1963 in Santa Monica, Kalifornien) ist eine US-amerikanische Schauspielerin.

## Leben
Nelson wuchs in einer Künstlerfamilie auf. Ihr Vater war der Rock-’n’-Roll-Musiker Ricky Nelson, ihre Mutter die Schauspielerin Kristin Nelson und ihr Onkel der Schauspieler Mark Harmon. Ihre beiden Brüder Matthew und Gunnar Nelson waren die Gründer der Hair-Metal-Band Nelson. Bereits 1968 hatte sie als Kinderdarstellerin einen ersten Spielfilmauftritt in der Filmkomödie Deine, meine, unsere als Tochter von Henry Fonda.
Nachdem Nelson 1981 ihre Schulausbildung abgeschlossen hatte, trat sie im darauf folgenden Jahr in der Sitcom Square Pegs neben Sarah Jessica Parker auf. Die Serie wurde jedoch nach einer Staffel mit 20 Episoden eingestellt. 1984 hatte sie erneut eine der Nebenrollen in einer Fernsehserie; die von Aaron Spelling produzierte Serie Glitter mit Hauptdarsteller David Birney wurde jedoch erneut nach der ersten Staffel eingestellt. Zwei Jahre später spielte sie neben Nick Nolte, Bette Midler und Richard Dreyfuss in der Komödie Zoff in Beverly Hills.
1987 heiratete sie den Schauspieler William R. Moses und spielte in der Pilotepisode der Krimiserie Ein gesegnetes Team die Rolle der Schwester Stephanie. Im selben Jahr wurde bei ihr ein Hodgkin-Lymphom diagnostiziert, welches geheilt werden konnte. Zwischen 1989 und 1991 entstanden drei Staffeln von Ein gesegnetes Team; durch ihre Rolle wurde sie auch beim deutschsprachigen Publikum bekannt. Nach dem Ende der Serie erhielt sie eine der Hauptrollen in der auf dem Spielfilm Eine Klasse für sich mit Tom Hanks und Madonna basierenden gleichnamigen Serie. Sie stellte Evelyn Gardner dar, welche in der Filmvorlage von Bitty Schram gespielt wurde. Bereits nach sechs Episoden wurde die Serie wieder eingestellt. 1995 spielte sie in zwei Direct-to-Video-Produktionen die Mutter von Mary-Kate und Ashley Olsen. Bis heute ist sie als Schauspielerin tätig, ihr Schaffen umfasst mehr als 70 Produktionen.
Aus ihrer 1997 geschiedenen Ehe mit dem Schauspieler William R. Moses hat sie ein Kind, ein zweites aus einer Beziehung mit dem Regisseur Chris Clark.

## Filmografie (Auswahl)
- 1968: Deine, meine, unsere (Yours, Mine and Ours)
- 1982–1983: Square Pegs (Fernsehserie, 20 Folgen)
- 1983: Hotel (Fernsehserie, Folge 1x01)
- 1984: Chefarzt Dr. Westphall (St. Elsewhere, Fernsehserie, Folge 2x19)
- 1984: Familienbande (Family Ties, Fernsehserie, Folge 2x15, 3x13)
- 1984–1985: Glitter (Fernsehserie, 14 Folgen)
- 1985: Love Boat (The Love Boat, Fernsehserie, Folge 8x21)
- 1986: Zoff in Beverly Hills (Down and Out in Beverly Hills)
- 1987–1991: Ein gesegnetes Team (Father Dowling Mysteries, Fernsehserie, 44 Folgen)
- 1992: Eiskalter Herzensbrecher (Highway Heartbreaker)
- 1993: Eine Klasse für sich (A League of Their Own, Fernsehserie, 6 Folgen)
- 1994: Matlock (Fernsehserie, Folge 8x19 "Der Stardetektiv")
- 1994–1995: Melrose Place (Fernsehserie, 4 Folgen)
- 1995: Snowy River (Snowy River: The McGregor Saga, Fernsehserie, 5 Folgen)
- 1995: Die Nanny (The Nanny, Fernsehserie, Folge 2x25)
- 1996: Ein Hauch von Himmel (Touched by an Angel, Fernsehserie, Folge 2x12)
- 1996: Diagnose: Mord (Diagnosis Murder, Fernsehserie, Folge 3x15)
- 1998: Seinfeld (Fernsehserie, Folge 9x13)
- 1998: Murphy Brown (Fernsehserie, Folge 10x13, 10x18)
- 2000: Das Kindermädchen (The perfect nanny)
- 2000: Eine himmlische Familie (7th Heaven, Fernsehserie, Folge 5x08)
- 2001: Bat Attack – Angriff der Fledermäuse (Fangs)
- 2002: Will & Grace (Fernsehserie, Folge 4x21)
- 2003: Still Standing (Fernsehserie, Folge 2x03)
- 2005: Verbotene Liebe – Ein mörderisches Spiel (A Killer Upstairs)
- 2007: A Granpa for Christmas